# Подсельє
Подсельє (рос. Подсельево) — присілок Гагарінського району Смоленської області Росії. Входить до складу Ашковського сільського поселення.